# Toyota Vios
Toyota Vios — ця назва використовується для субкомпактних автомобілів, вироблених японським виробником Toyota, переважно для ринків Південно-Східної Азії, Китаю та Тайваню з 2002 року. 
Розташований під компактною Corolla, Vios служить заміною Tercel (продається як Soluna в Таїланді з 1997 року та в Індонезії з 2000 року), який заповнив субкомпактний клас або седан B-сегменту в регіоні. Він також є наступником варіантів початкового рівня Corolla серії E110 на деяких ринках, таких як Філіппіни та В’єтнам.
З 2005 року Vios також продавався разом із хетчбеком, відомим як Yaris, у багатьох країнах світу. У 2007 році було випущено друге покоління Vios, яке продавалося як Belta в Японії та Toyota Yaris як седан в Америці, на Близькому Сході та в Австралії. Модель другого покоління розділяє свою платформу з серією XP90 Vitz/Yaris.
У 2013 році було випущено третє покоління Vios, яке розділяє платформу з хетчбеком Yaris серії XP150. Він продається в регіонах за межами Південно-Східної Азії, Китаю та Тайваню як седан Yaris. Завдяки значному оновленню у 2017 році Vios має той самий стиль, що й оновлений хетчбек Yaris серії XP150. Значно оновлена модель також отримала більшу глобальну присутність завдяки місцевому виробництву в Бразилії, Індії та Пакистані як седан Yaris. Окреме, менш серйозне оновлення було представлено для китайського ринку Vios у 2016 році разом із моделлю хетчбек, що продається як Toyota Vios FS.
У Таїланді оновлену модель 2017 року продавали як Toyota Yaris Ativ, у якої менший 1,2-літровий двигун спільний з хетчбеком Yaris. 1,5-літровий Vios продовжував продаватися разом із Yaris Ativ до 2022 року, використовуючи стиль підтяжки обличчя для китайського ринку.
Модель четвертого покоління була випущена у 2022 році в Таїланді під назвою Yaris Ativ. Він був розроблений і розроблений компанією Daihatsu з використанням платформи DNGA.

## Перше покоління (XP40; 2002)
Перше покоління Vios під кодовою назвою XP40 було зібрано на таїландському заводі Toyota Gateway у місті Гейтвей Сіті, Амфое Плаенг Яо, провінція Чаченгсао, у рамках спільного проєкту між тайськими інженерами та японськими дизайнерами Toyota.

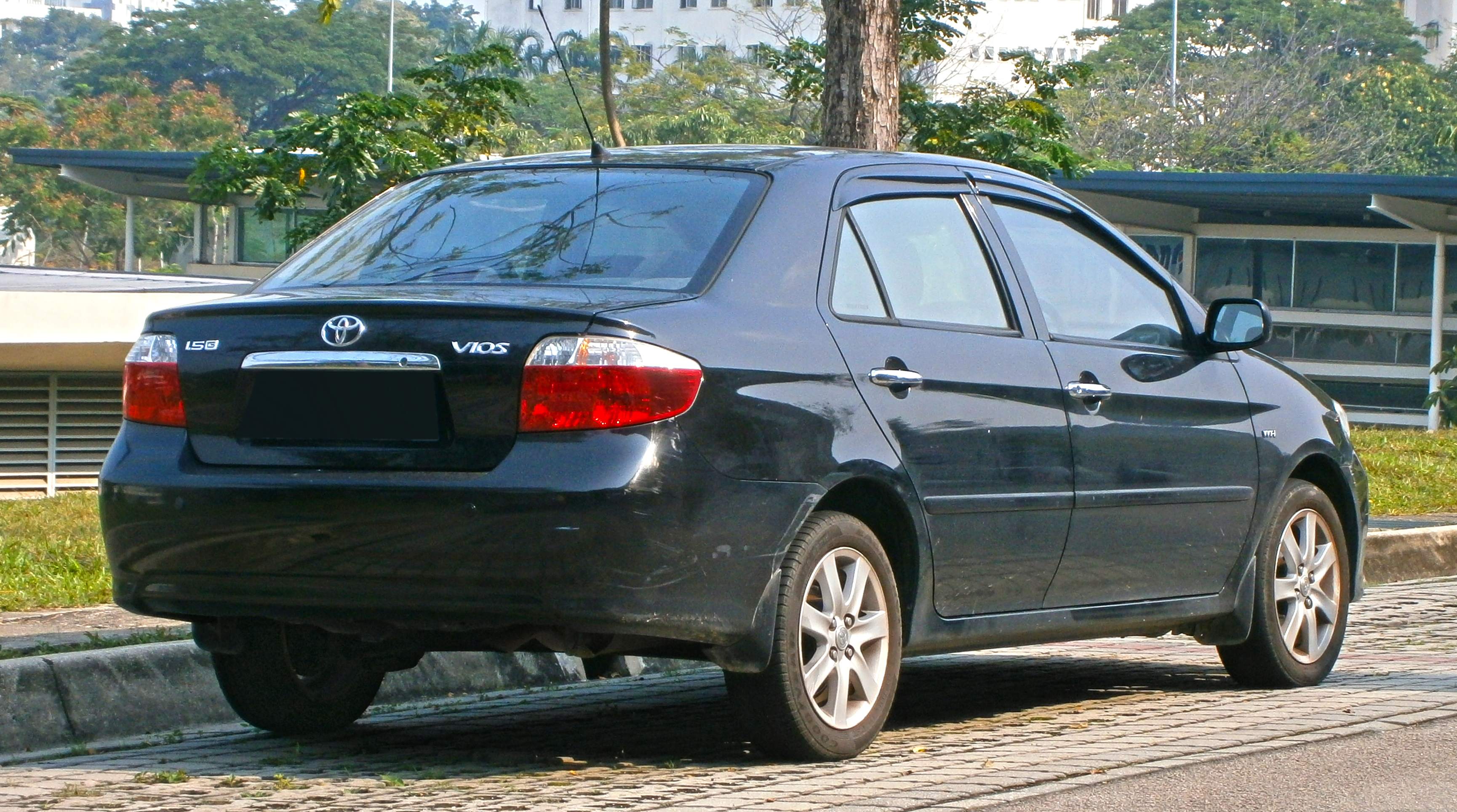
2005 Vios 1.5 G (NCP42; попередній рестайлінг, Малайзія)
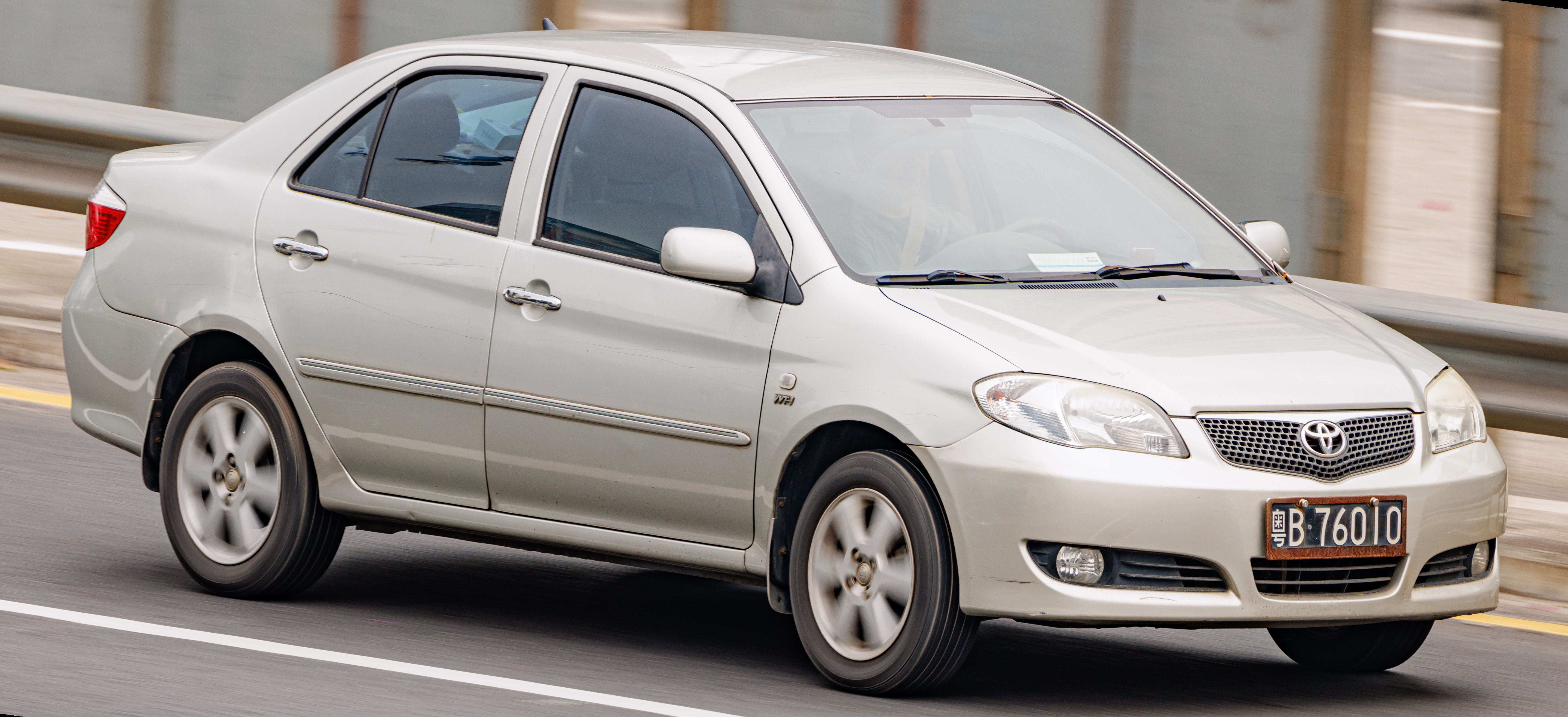
FAW Toyota Vios (NCP42; рестайлінг, Китай)
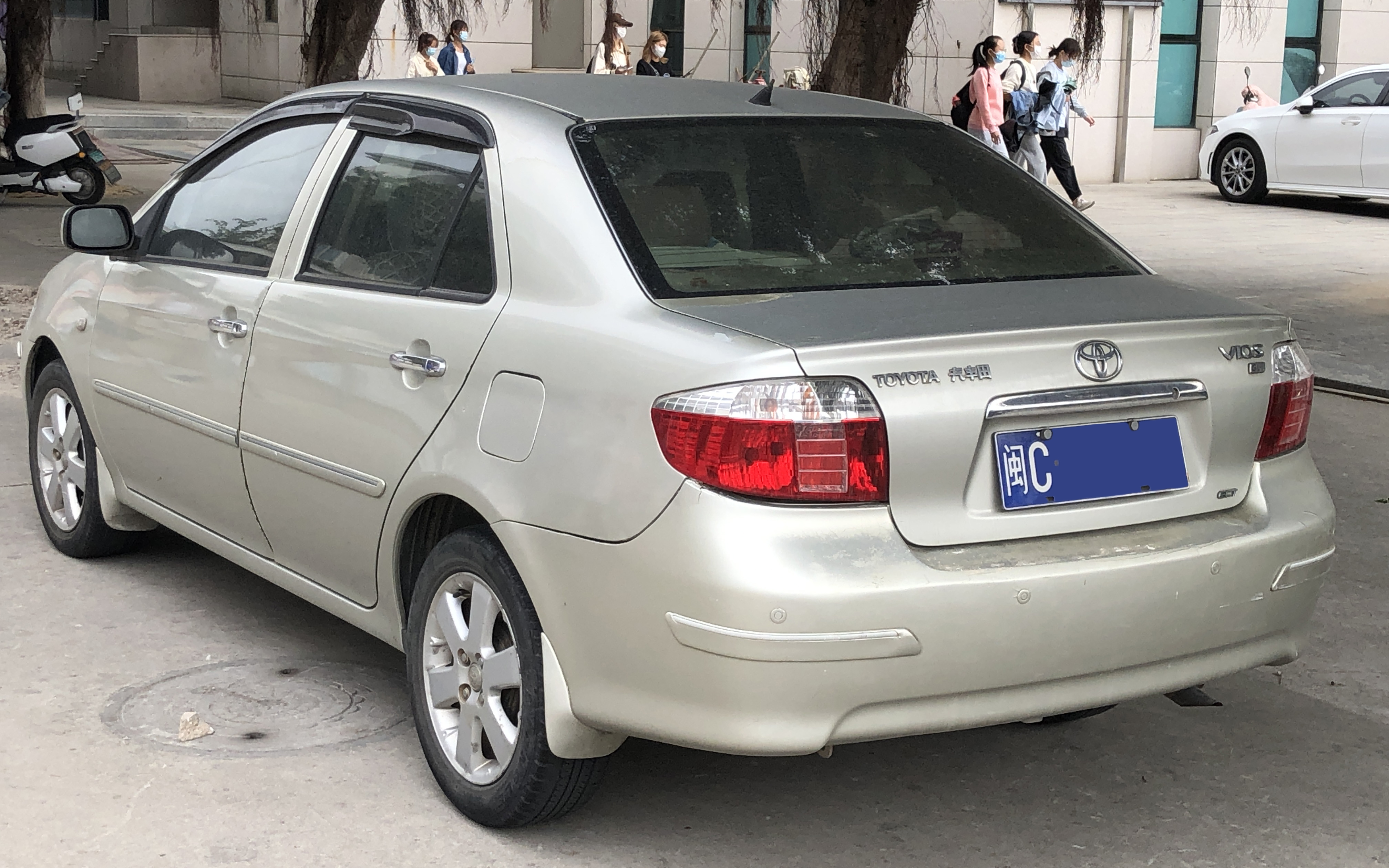
FAW Toyota Vios (NCP42; рестайлінг, Китай)

## Друге покоління (XP90; 2007)

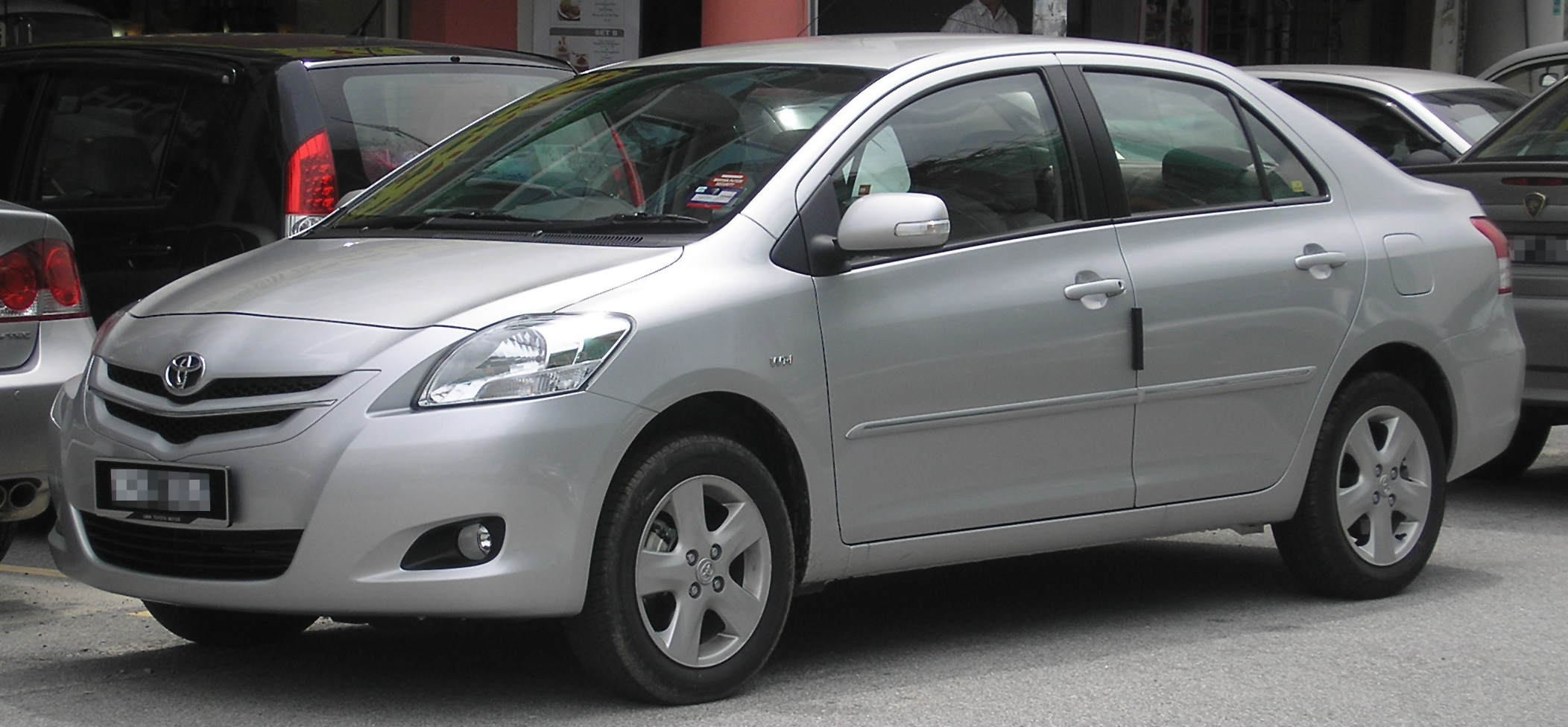
Toyota Vios (G), вид спереду

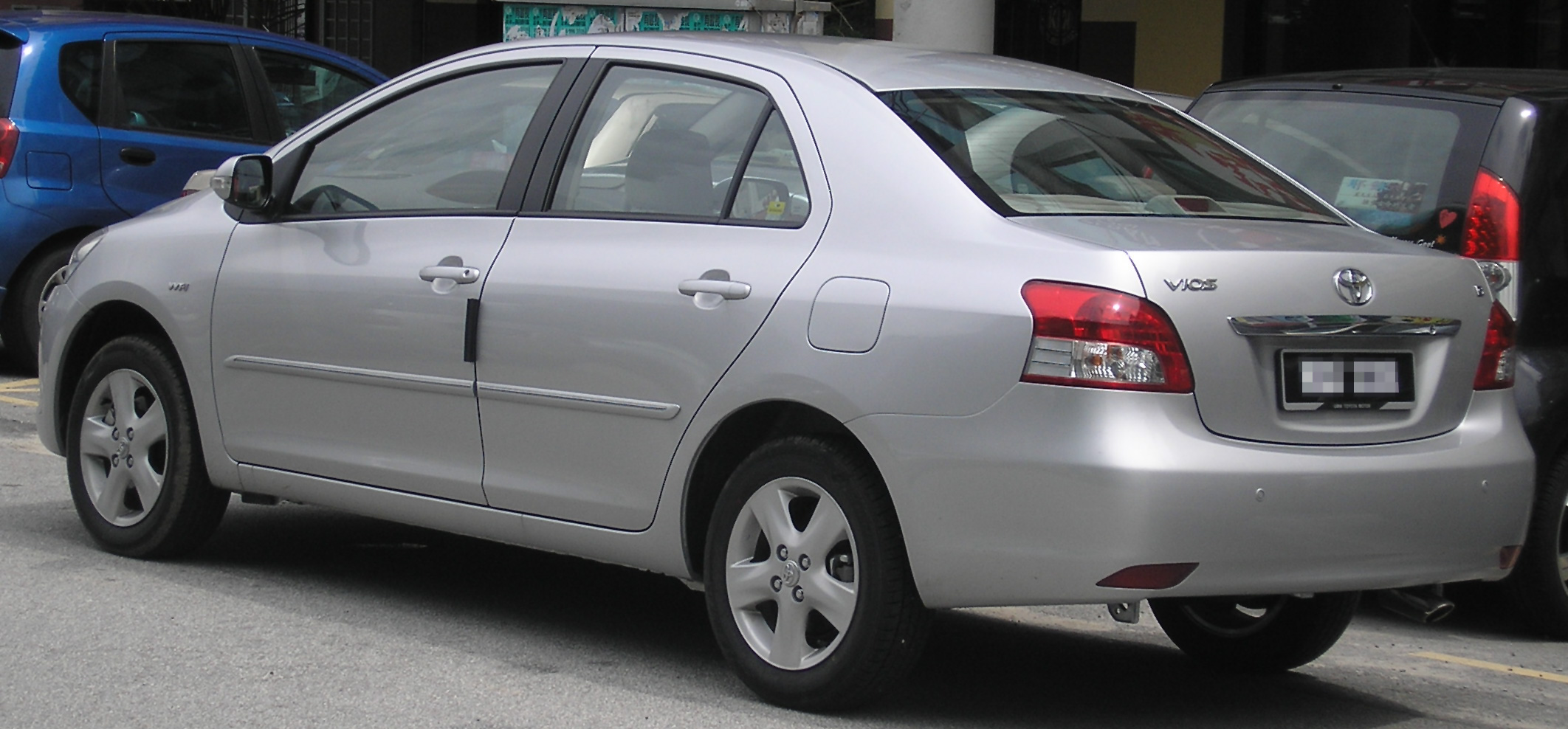
Toyota Vios (G), вид ззаду

Друге покоління Vios — це седан Belta, перейменований на японський ринок, із різними комплектаціями та обладнанням, що продається в країнах Південно-Східної Азії з квітня 2007 року по березень 2013 року. Він також продавався як седан Yaris у Північній Америці та Австралії. Модель отримала фейсліфтинг в середині 2010 року і другий раз у 2012 році.

## Третє покоління (XP150; 2013)
Третє покоління Vios (з позначенням XP150) для азійського ринку було представлено 25 березня 2013 року на 34-му Бангкокському міжнародному автосалоні в Таїланді. Його дизайн був представлений на концептуальному седані Dear Qin, який вперше був показаний на автосалоні Auto China у квітні 2012 року. Toyota мала на меті позначити третє покоління Vios як глобальну модель для ринків за межами Азії. Невдовзі автомобіль був проданий у Таїланді, а з другого кварталу — в Азії. Зовнішній вигляд було збільшено шляхом передньої та задньої частин, а його контури стилю пізніше були використані в хетчбеку Yaris серії XP150 для ринку Південно-Східної Азії. Комбінація приладів більше не розташована по центру панелі приладів.
У таких регіонах, як Африка, Південна Америка, Карибський басейн і Близький Схід, він продається як Yaris Sedan.
У Мексиці та деяких країнах Південної Америки Vios серії XP150 (для світових ринків) продавався як Yaris Sedán. Він продавався разом із Yaris R на базі Mazda2.

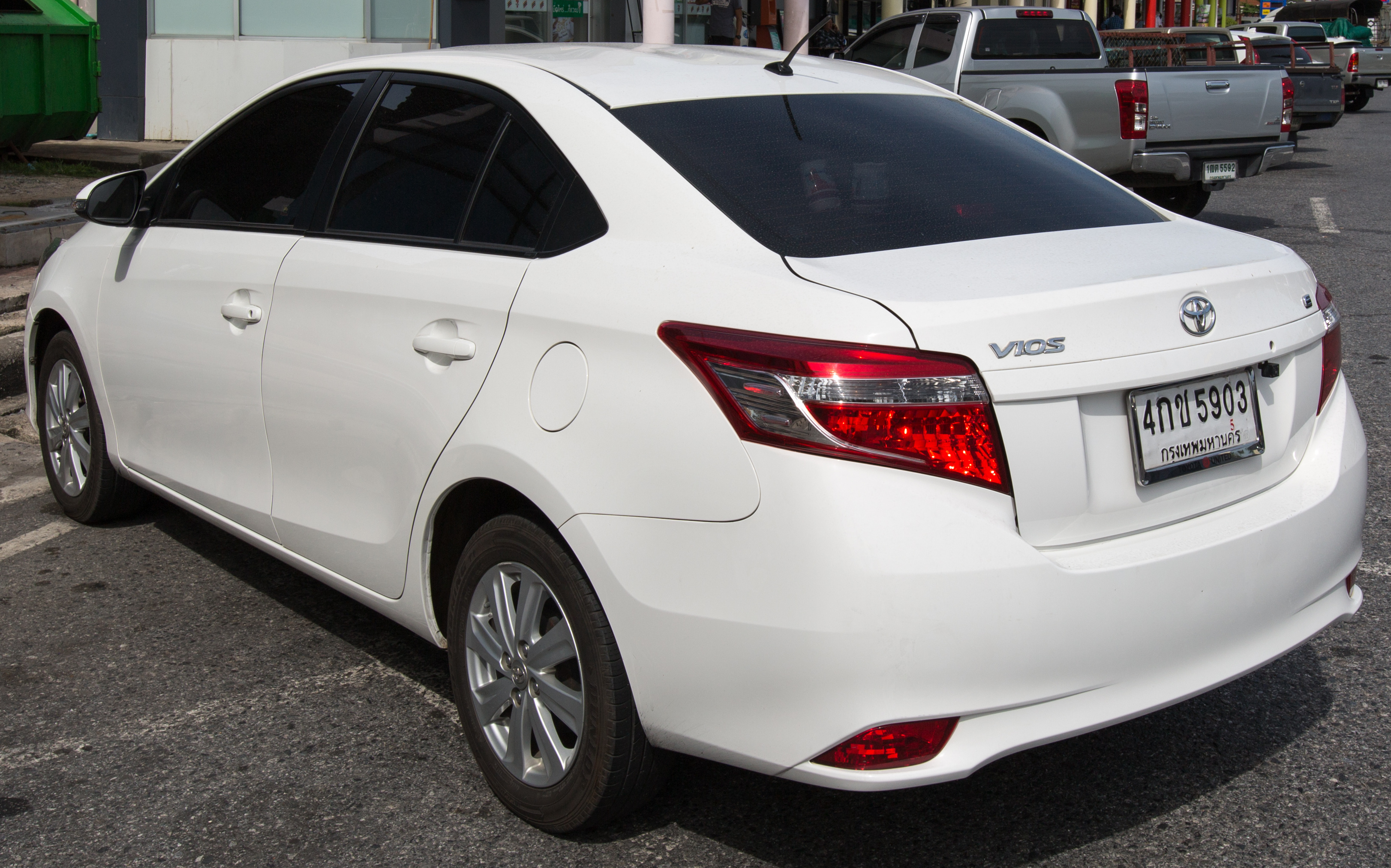
Вид ззаду (до рестайлінгу)
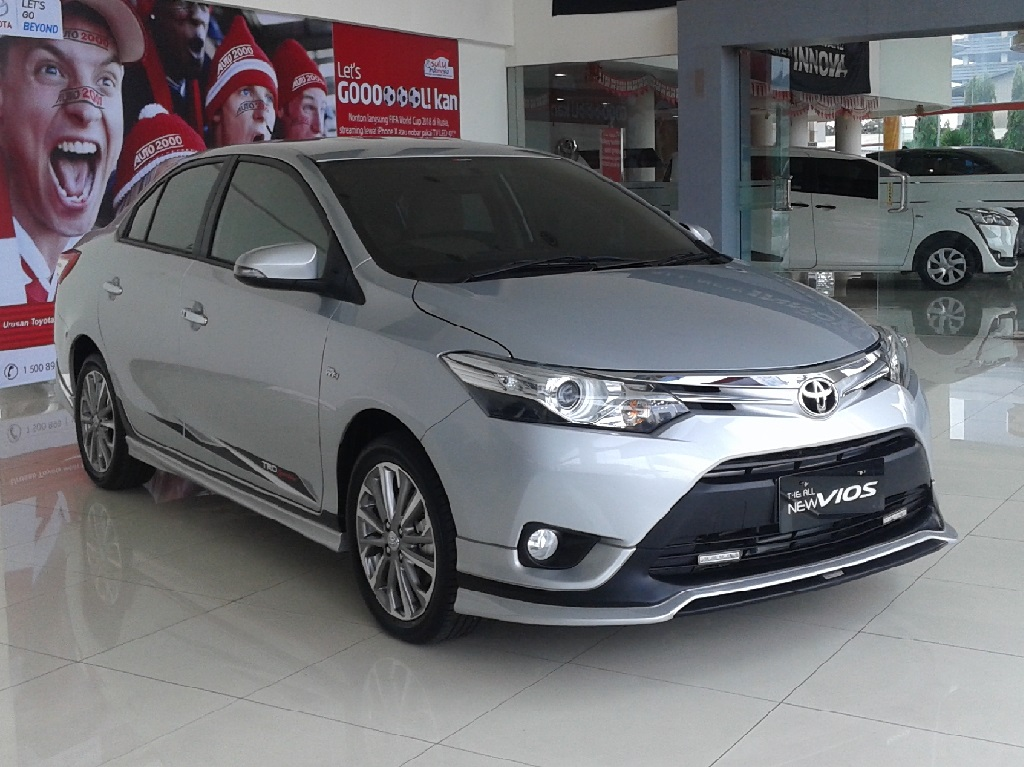
2017 Vios 1.5 TRD Sportivo (Індонезія (до рестайлінгу))
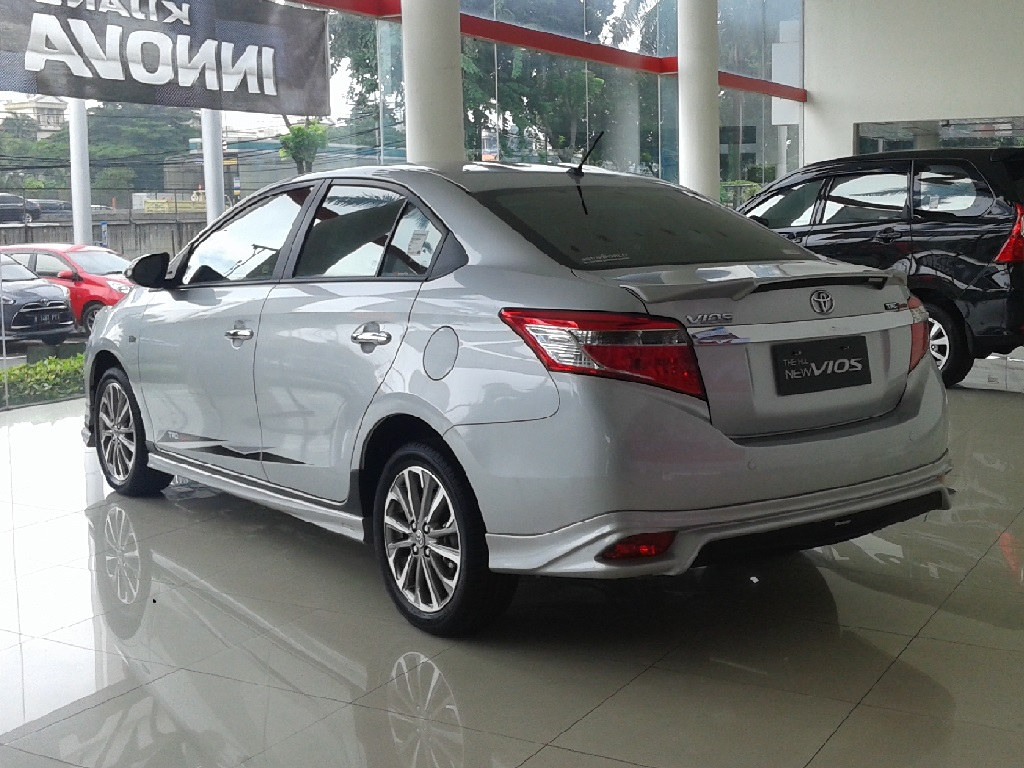
2017 Vios 1.5 TRD Sportivo (Індонезія (до рестайлінгу))
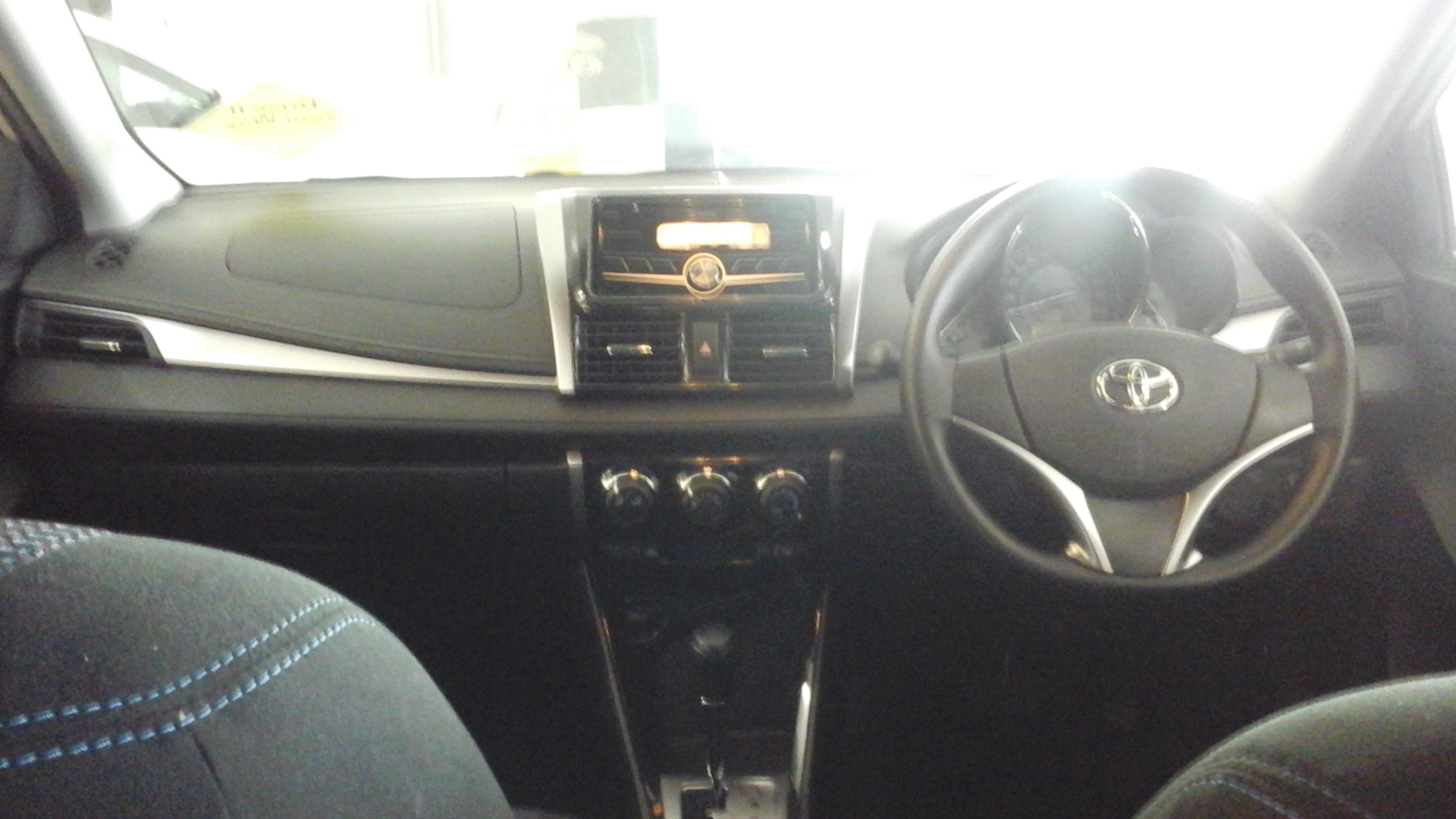
Інтер'єр (до рестайлінгу)

У 2017 році було випущено оновлену модель, яка представила новий металевий лист, дизайн інтер’єру, водночас поділяючи той самий стиль передньої частини, що й хетчбек Yaris. Платформу було переглянуто з додатковими зварними швами для більшої жорсткості, а також з додатковим акцентом на шум, вібрацію та жорсткість. Згідно з внутрішніми оцінками Toyota, у цьому секторі спостерігалося 11-відсоткове покращення, причому лише панель приладів отримала на 40 відсотків більше звукоізоляції, ніж раніше. Оновлена модель продавалася в Таїланді з 1,2-літровим двигуном як Yaris Ativ, щоб відповідати програмі Eco Car, тоді як Vios продовжував продаватися з китайським оновленим стилем і 1,5-літровим двигуном як більш потужна альтернатива. Однак на більшості ринків замість оновлених Vios, які продаються виключно в Китаї та Таїланді, використовувався стиль Yaris Ativ.

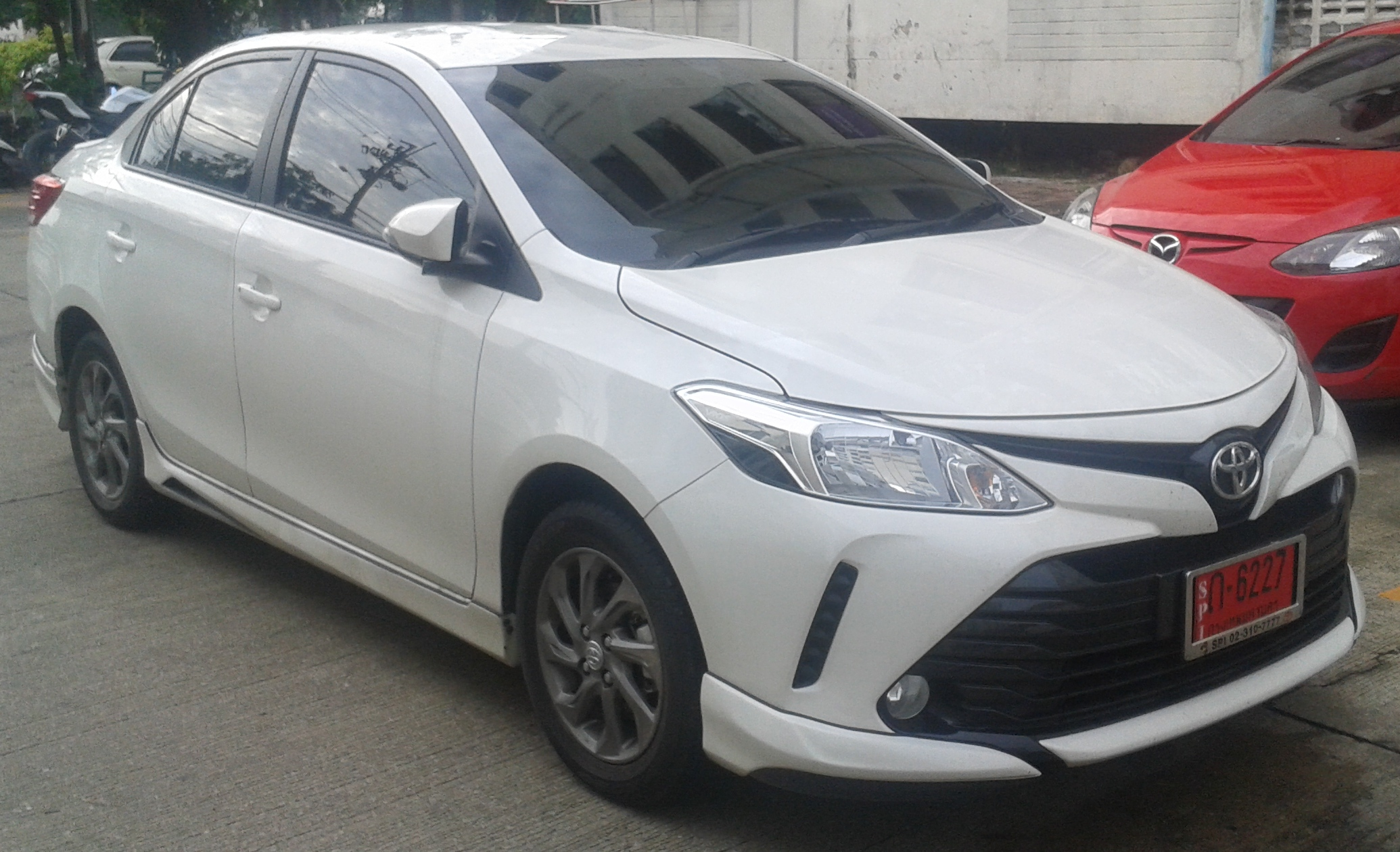
Vios (рестайлінг). Тайський ринок 2017
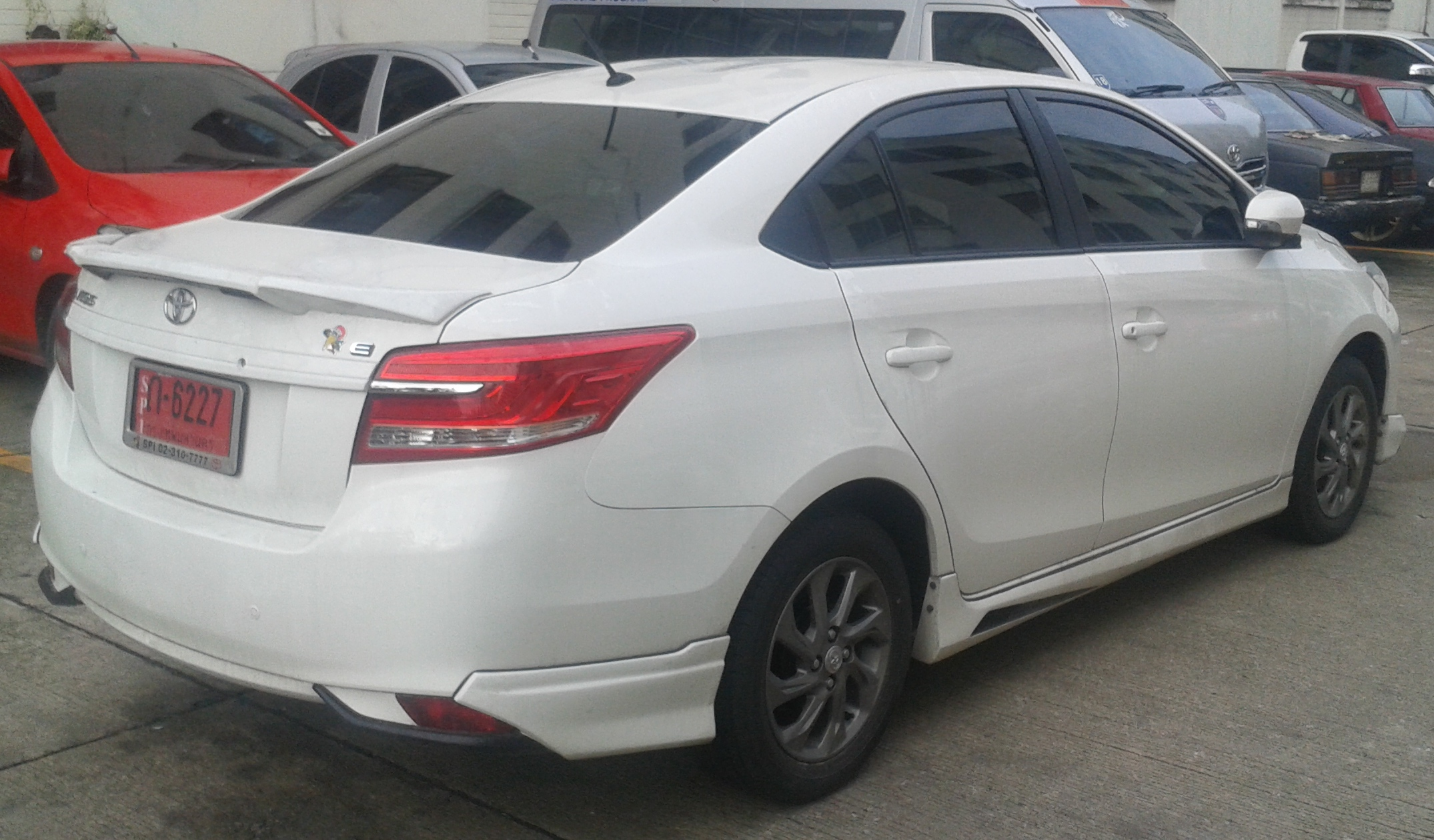
Vios (рестайлінг). Тайський ринок 2017
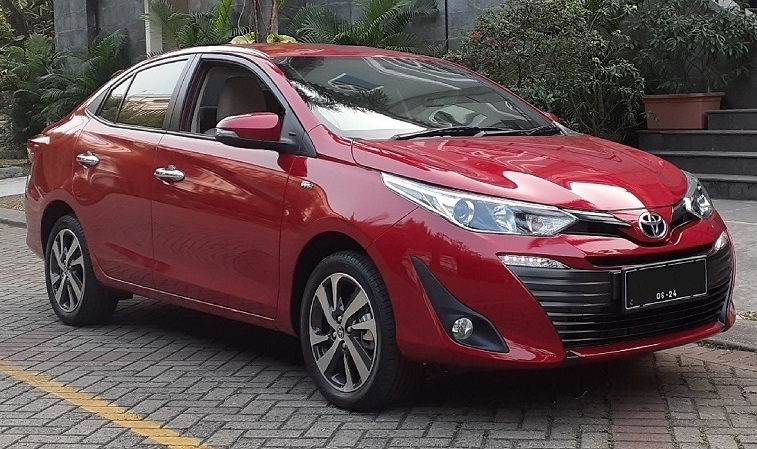
Vios 1.5 G (рестайлінг). Індонезія 2019
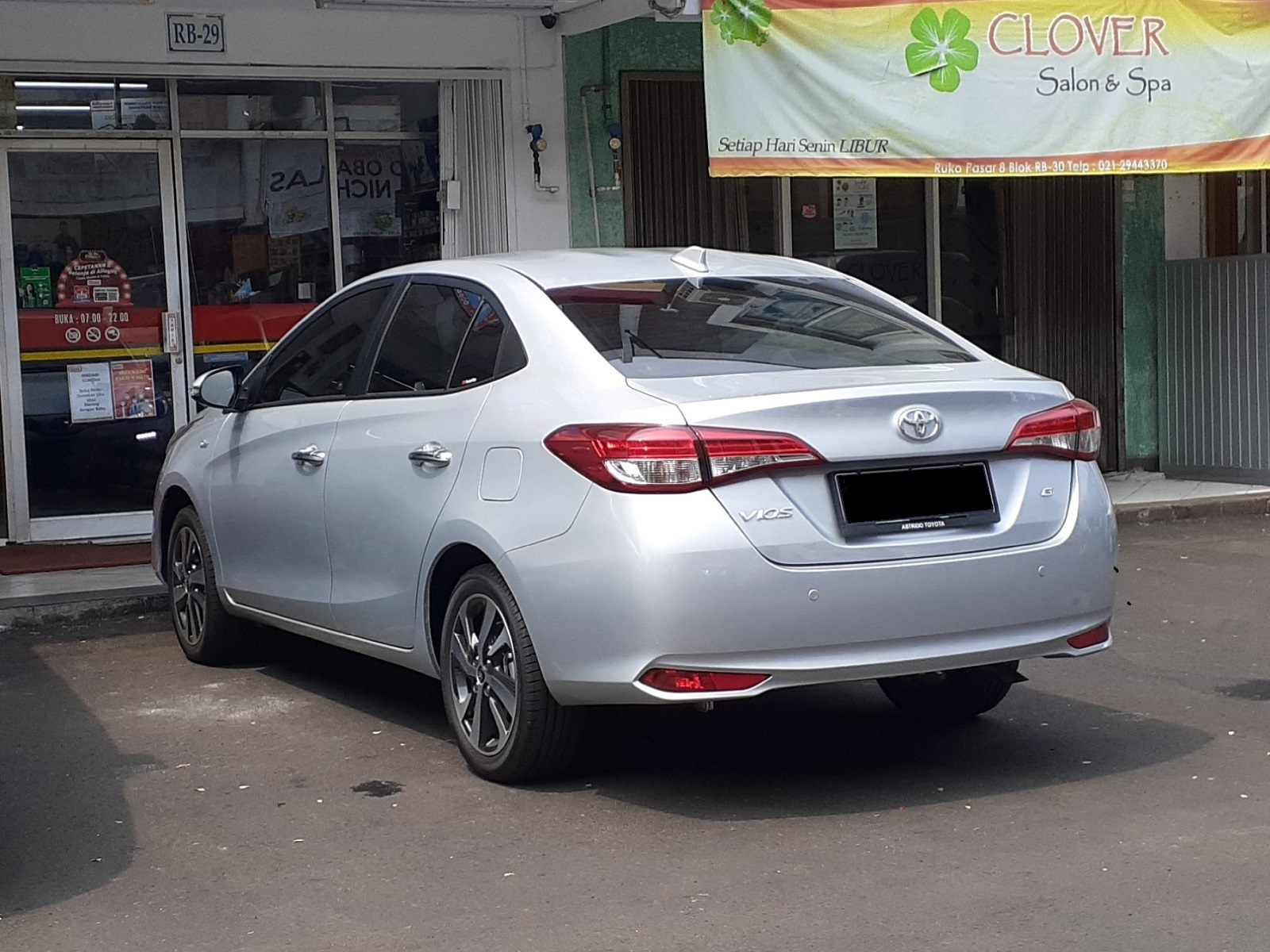
Vios 1.5 G (рестайлінг). Індонезія 2021
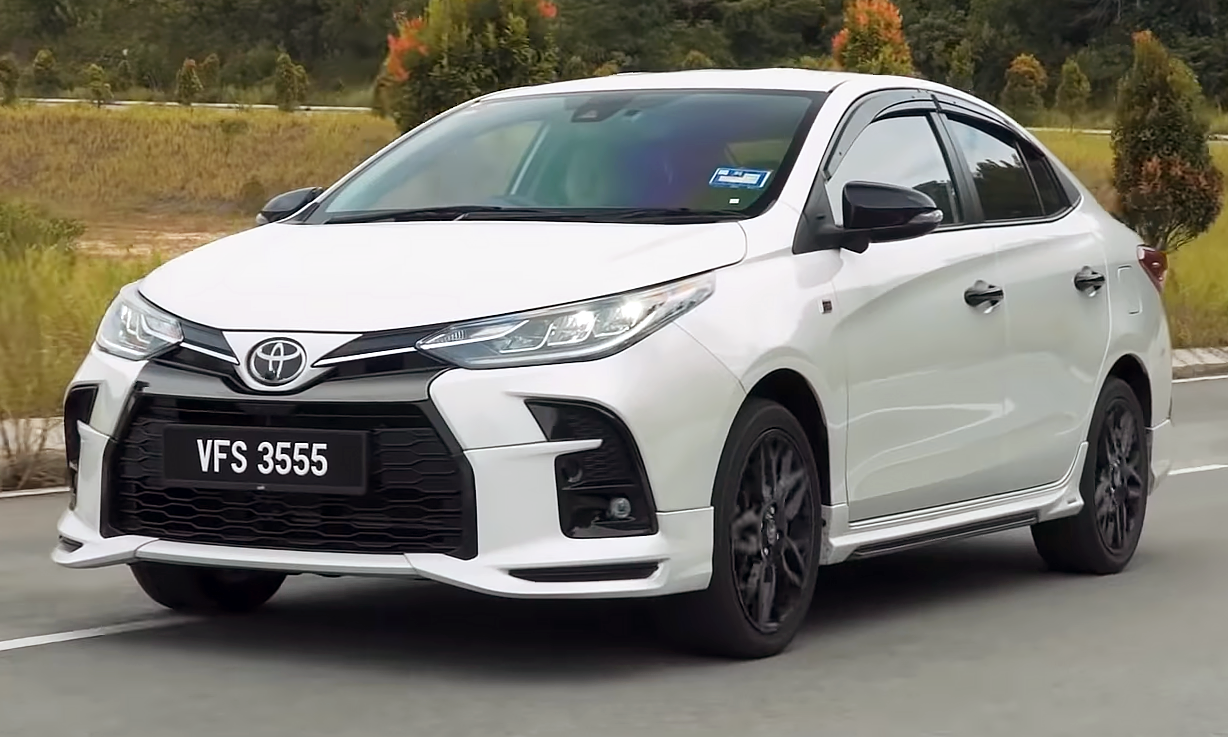
Vios 1.5 GR-S. Малайзія 2021
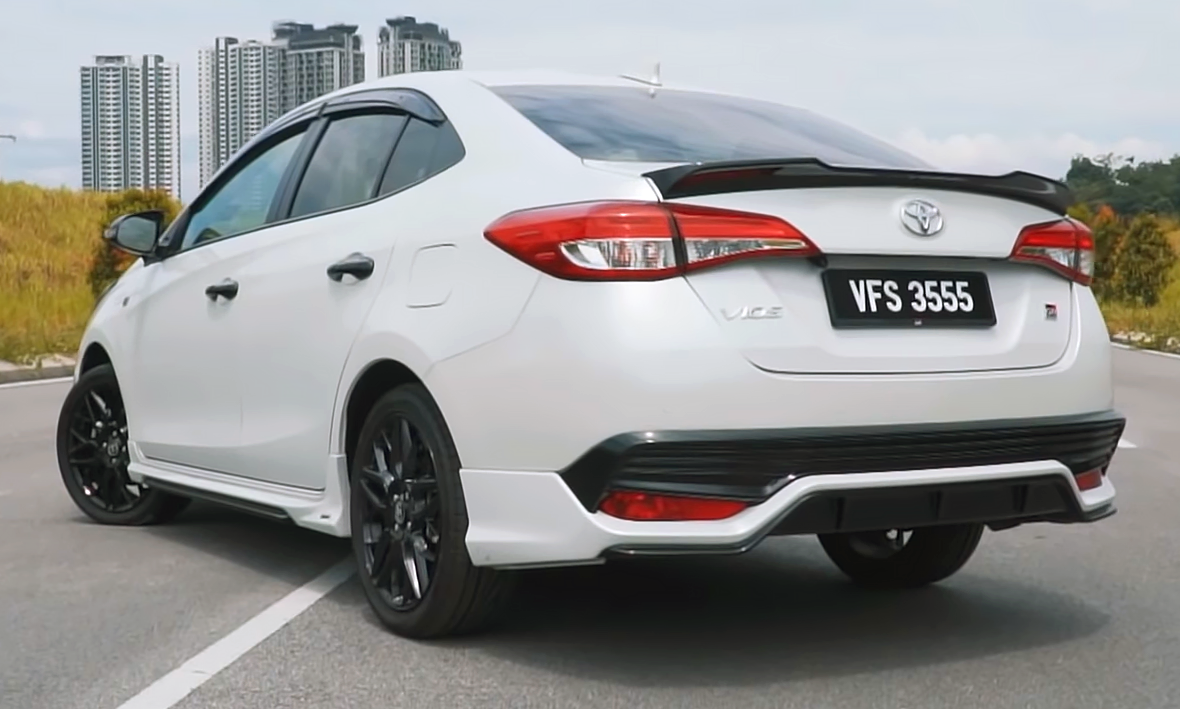
Vios 1.5 GR-S. Малайзія 2021
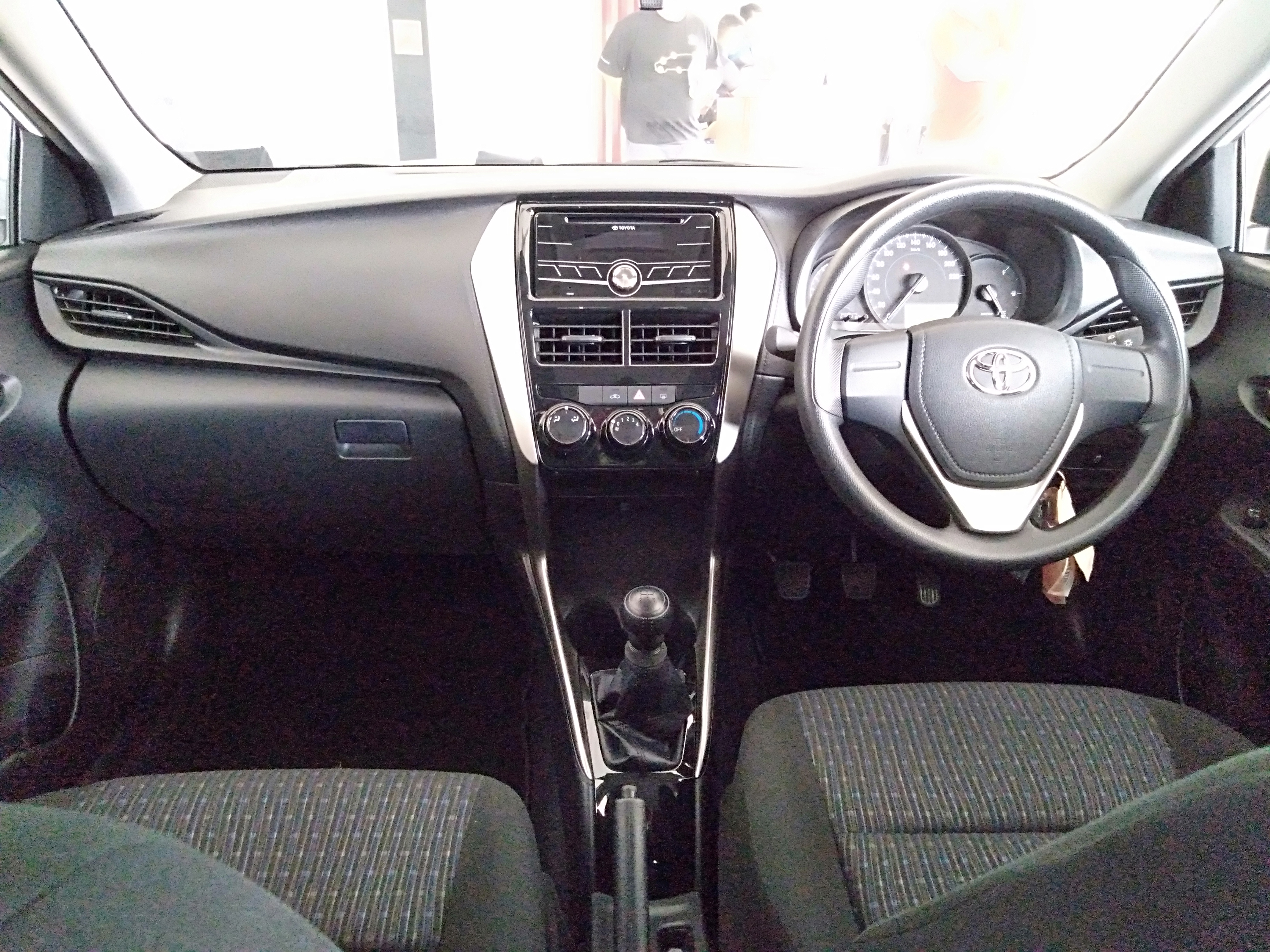
Інтер'єр

## Четверте покоління (AC100; 2022)

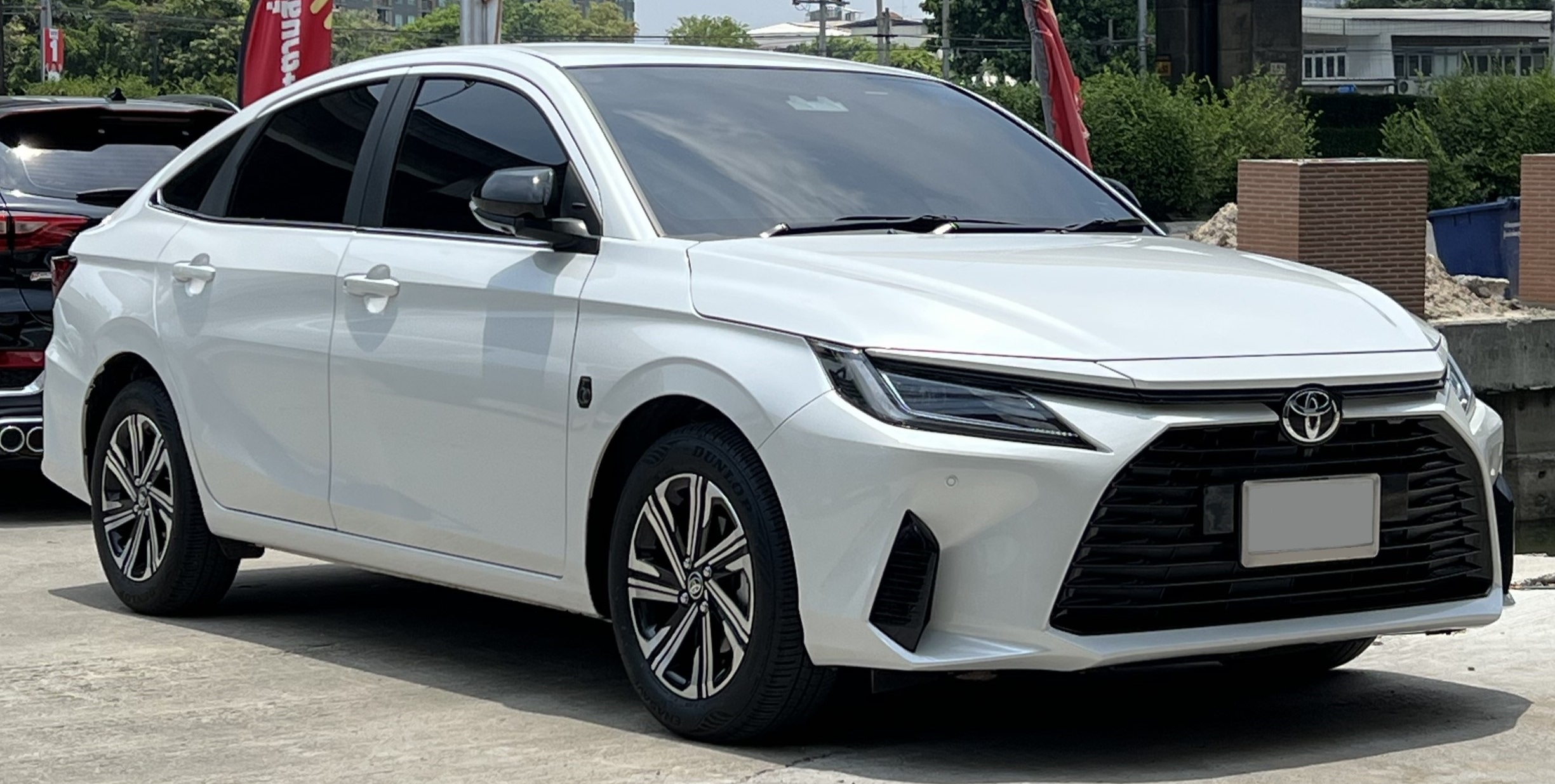

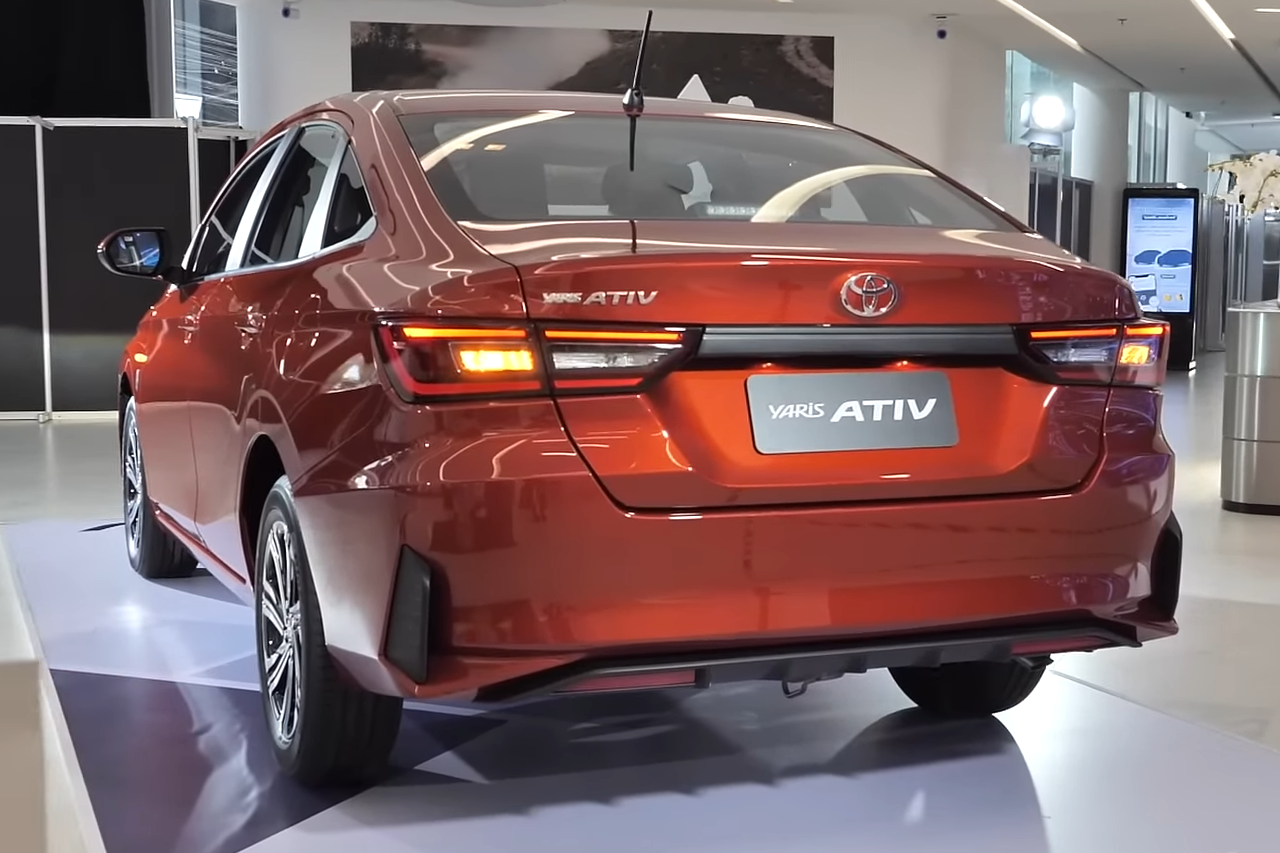

Vios четвертого покоління (з позначенням AC100) дебютував 9 серпня 2022 року в Таїланді під назвою Yaris Ativ (табличка «Vios» там була припинена). Він розроблений компанією Daihatsu через спільну внутрішню компанію Toyota-Daihatsu, відому як Emerging-market Compact Car Company (ECC) під керівництвом виконавчого головного інженера Хідеюкі Каміно.
Vios четвертого покоління базується на платформі DNGA-B, яка є спільною з W100 серії Avanza / Veloz, хоча, на відміну від інших моделей, розроблених Daihatsu, еквівалент Daihatsu не пропонується. Колісна база моделі довша на 70 мм (2,8 дюйм) і має 2 620 мм (103,1 дюйм). Порівняно зі своїм попередником, автомобіль має похилу задню частину даху, подібну до фастбека, яка розтягнула лінію вікон далі назад.

## Продажі
| Рік  | Китай   | Китай   | Тайвань | Таїланд | Філіппіни | В'єтнамm | Малайзія | Індонезія | Індонезія |
| Рік  | Sedan   | Vios FS | Тайвань | Таїланд | Філіппіни | В'єтнамm | Малайзія | Vios      | Limo      |
| ---- | ------- | ------- | ------- | ------- | --------- | -------- | -------- | --------- | --------- |
| 2003 |         |         |         |         |           |          | 8,853    |           |           |
| 2004 | 31,833  |         | 29,707  | 48,733  | 6,700     | 1,181    | 16,824   |           |           |
| 2005 | 26,697  |         | 31,893  | 47,122  | 6,221     | 2,192    | 20,128   |           |           |
| 2006 | 36,407  |         | 20,104  | 35,964  | 6,053     | 1,581    | 20,785   | 2,310     | 579       |
| 2007 | 39,395  |         | 12,129  | 45,032  | 8,717     | 2,112    | 22,752   | 5,474     | 2,660     |
| 2008 | 36,865  |         | 10,828  | 45,298  | 12,020    | 3,122    | 32,613   | 6,098     | 5,103     |
| 2009 | 42,675  |         | 16,012  | 49,510  | 11,990    | 5,141    | 29,444   | 2,722     | 4,576     |
| 2010 | 34,689  |         | 11,231  | 67,304  | 15,391    | 5,807    | 33,623   | 4,305     | 7,518     |
| 2011 | 13,303  |         | 12,116  | 61,985  | 14,979    | 5,401    | 29,850   | 2,525     | 6,850     |
| 2012 | 9,130   |         | 8,884   | 115,934 | 16,517    | 4,207    | 31,254   | 3,122     | 10,938    |
| 2013 | 28,616  |         | 8,369   | 108,937 | 20,493    | 5,140    | 26,898   | 3,115     | 9,582     |
| 2014 | 127,827 |         |         | 47,800  | 25,837    | 9,187    | 42,091   | 2,214     | 6,697     |
| 2015 | 114,467 |         |         | 35,539  | 33,173    | 13,761   | 33,749   | 1,414     | 4,883     |
| 2016 | 117,041 |         |         | 21,180  | 36,256    | 17,561   | 25,224   | 1,077     | 2,320     |
| 2017 | 93,626  | 35,336  |         | 19,198  | 36,734    | 22,260   | 23,158   | 746       | 0         |
| 2018 | 62,731  | 34,686  |         | 9,311   | 25,840    | 27,085   | 19,119   | 703       | 0         |
| 2019 | 58,332  | 26,029  |         |         | 33,181    | 27,258   | 23,063   | 502       | 2         |
| 2020 | 53,594  | 22,135  |         | 4,046   | 25,290    | 30,251   | 20,549   | 309       |           |
| 2021 | 52,993  | 21,410  |         | 3,929   | 35,095    | 19,931   | 22,052   | 1,243     |           |
| 2022 |         |         |         | 2,103   | 34,465    | 23,529   | 23,622   | 250       |           |
| 2023 |         |         |         |         | 37,971    | 13,521   | 24,553   | 570       |           |
| 2024 |         |         |         |         | 43,636    | 14,210   | 28,667   | 153       |           |

Примітки:  наведені вище дані про продажі стосуються лише моделей, що продаються під шильдиком Toyota Vios (за винятком Таїланду, 2004–2007 рр., що вклчає Toyota Soluna Vios, та Індонезії, що включає Toyota Limo).
 Toyota Soluna, Toyota Yaris Sedan, Toyota Yaris Ativ та Toyota Belta не включені.
1. ↑  Показники на основі реєстрації (Малайзія)
2. ↑  Цифри на основі оптової торгівлі